# Анута
Анута (англ. Anuta) — изолированный остров в Меланезии, иногда относимый к группе Санта-Крус. Административно входит в состав провинции Темоту меланезийского государства Соломоновы Острова.

## География

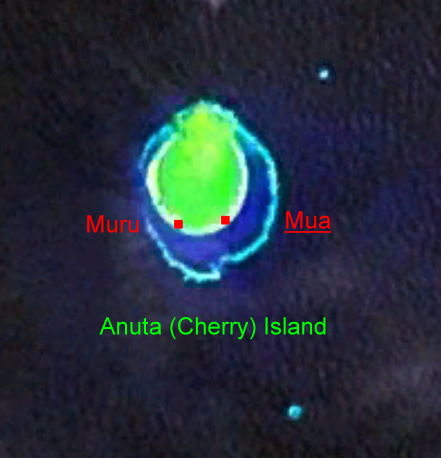
Снимок из космоса

Остров Анута расположен к востоку от основной цепи архипелага Соломоновых островов, севернее Новых Гебрид. К северо-западу от острова, примерно в 500 км, расположен остров Нендо, важнейший остров группы Санта-Крус; к юго-западу, примерно в 112 км, — остров Тикопиа, ближайший населённый к Анута; в 60 км к юго-востоку — остров Фатутака. Анута представляет собой вулканический остров, окружённый в некоторых местах коралловым рифом.
Анута имеет чётко округлую форму. В южной части острова расположена прибрежная равнина. Высшая точка Анута, холм Те-Маунга в северной части острова, достигает всего 65 м. Диаметр острова составляет 750 м.
Климат на Анута тропический, чётко выделяются два сезона: прохладный и сухой с апреля по октябрь и сезон дождей с октября по апрель.

## История
Остров Анута был заселён представителями культуры лапита примерно 3000 лет назад. Но согласно местным легендам потомки современных жителей приплыли на Анута всего 300—350 лет назад с островов Тонга и Увеа. Впоследствии на острове появились выходцы из Самоа и острова Ротума (Фиджи); были налажены тесные контакты с соседним островом Тикопиа.
Входил в Тонганскую империю.
Европейским первооткрывателем Анута стал капитан Черри с корабля «Пандора», заметивший остров в 1791 году во время поиска мятежников с корабля «Баунти». Самым древним названием Анута является Нукумаираро, что означает «земля снизу».
В 1890-х годах над островом был установлен британский протекторат. С 1978 года Анута является частью независимого государства Соломоновы Острова. Жители острова до сих пор продолжают борьбу за предоставление Анута автономного статуса.

## Население

### Общая характеристика
Численность населения Анута составляет около 270 человек (1999). В начале XX века на острове проживало около 100—150 человек, а в марте 1972 года — 162 человека. На острове расположены три деревни: Паре-Арики, Ротоапи и Ватиана.

### Общественно-политическая организация
На острове Анута выделяются три вида объединения людей: патонгиа (семья), каинанга (клан) и канопенуа. Принадлежность человека к той или иной группе строится на основе патрилинейного принципа.
Анута — небольшая модель традиционного полинезийского общества, в котором верховное положение занимает вождь. Организация жителей строго иерархична. На острове существует четыре клана, или каинанга, два из которых возглавляют вожди, или арики (в остальных двух кланах их нет). Верховного вождя называют Те-Арики-и-Муа или Туи-Анута, младшего — Те-Арики-и-Мури или Туи-Каинанга. Титул вождя наследуется старшим сыном.

### Языки
Жители острова Анута физиологически, лингвистически и культурно являются полинезийцами. Местные жители разговаривают на полинезийском языке анута, в котором имеется большое количество заимствований из тонганского языка.

## Экономика
Основное занятие местных жителей — натуральное сельское хозяйство и рыболовство. Основные сельскохозяйственные культуры — маниок, таро, кокосовая пальма, папайя, бананы, табак. Для повышения урожая островитяне используют севооборот, террасное земледелие, прополку и мульчирование.